# Râul Tișița
Râul Tișița este un curs de apă, afluent al râului Putna. Se formează la confluența brațelor Tișița Mare și Tișița Mică

## Hărți
- Harta Munții Vrancea  Arhivat în 9 iunie 2008, la Wayback Machine.
- Ovidiu Gabor - Economic Mechanism in Water Management  Arhivat în 5 martie 2009, la Wayback Machine.